# Pihlajamäki

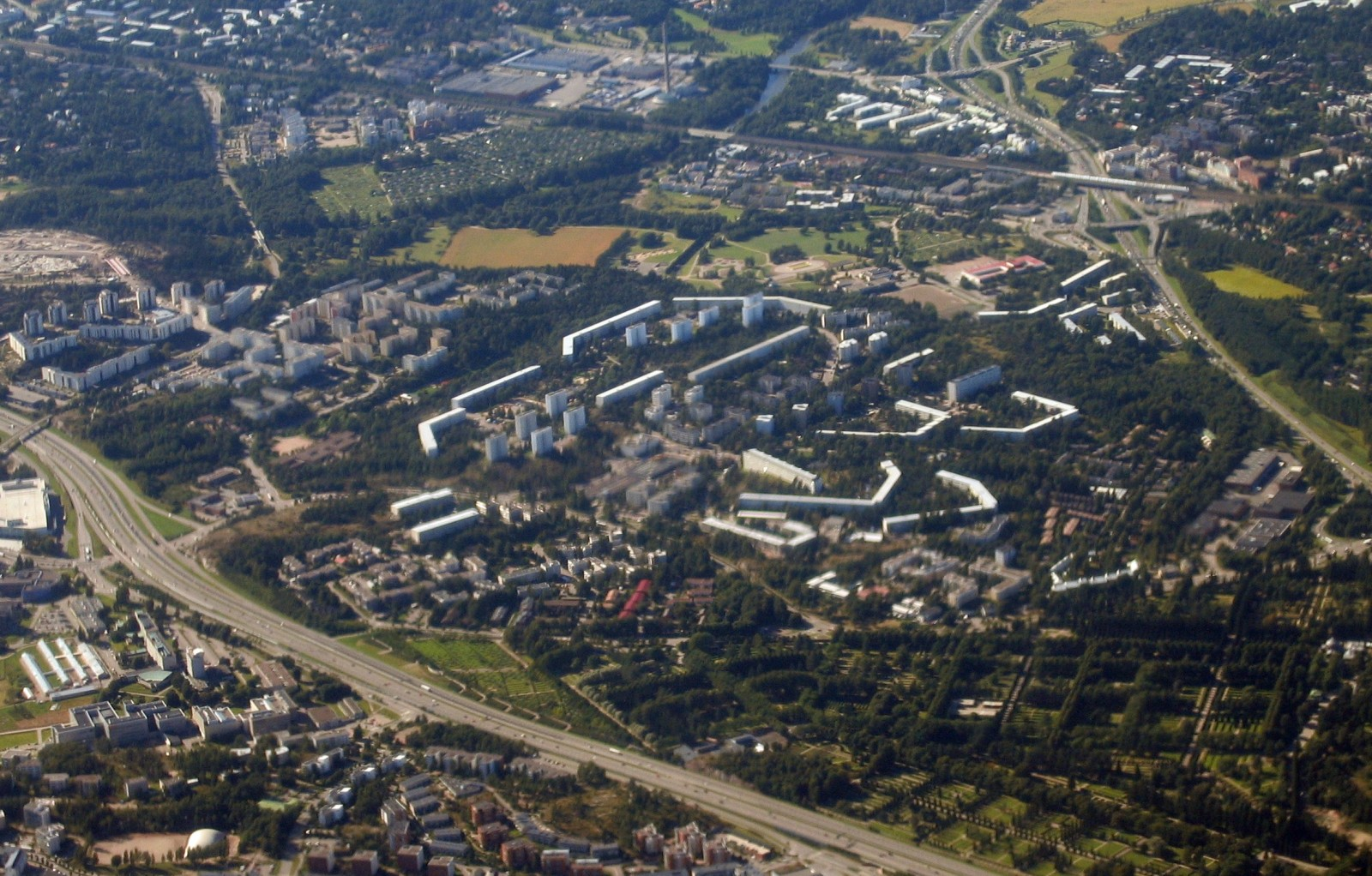
Pihlajamäki vue du ciel.

Pihlajamäki (en suédois : Rönnbacka) est une section du quartier de Malmi à Helsinki, la capitale de la Finlande. Pihlajamäki appartient au district de Latokartano.

## Description
Pihlajamäki a une superficie de 1,35 km2, sa population s'élève à 7 492 habitants(1.1.2010) pour 1 101 emplois(31.12.2011).

## Galerie

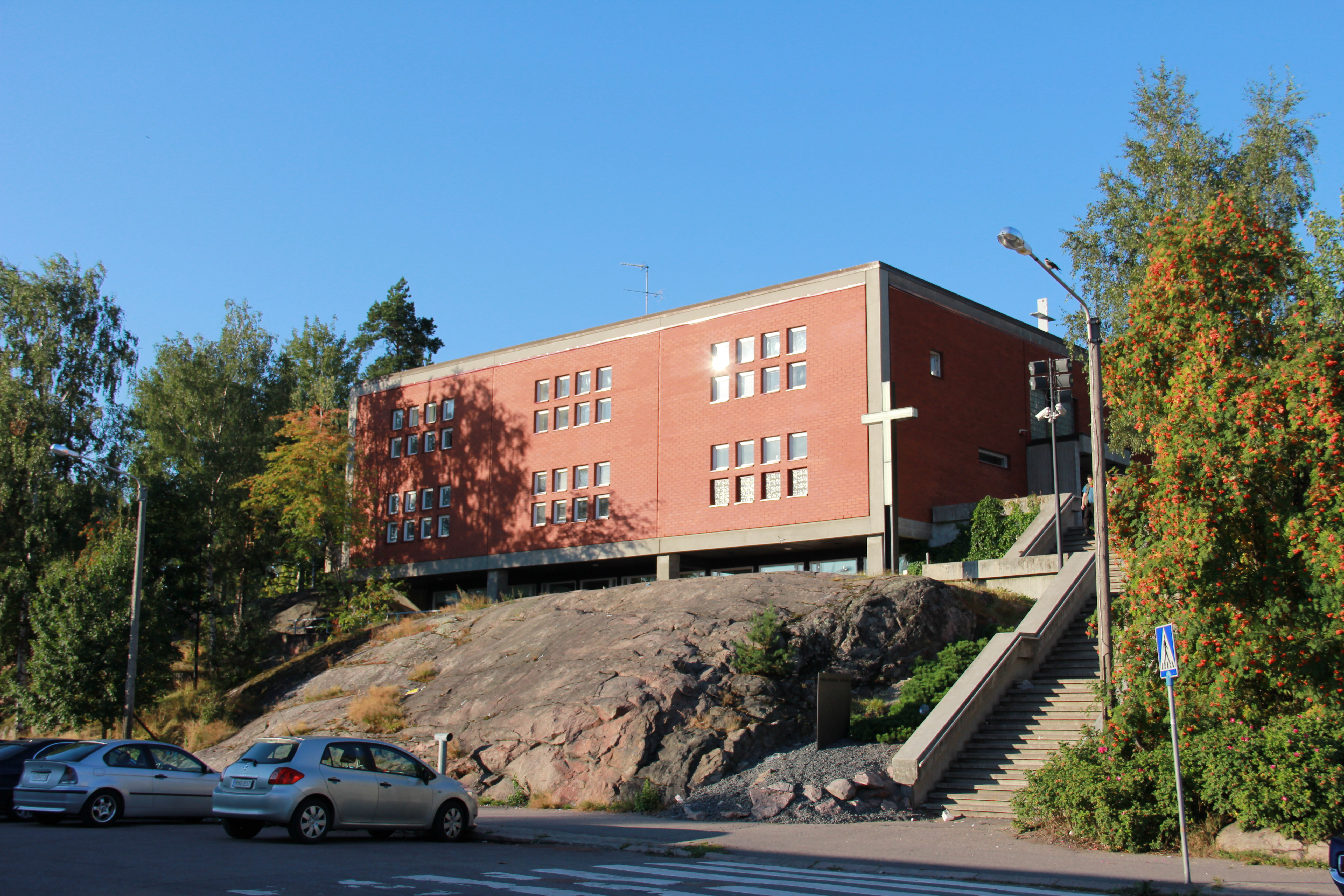
Église de Pihlajamäki
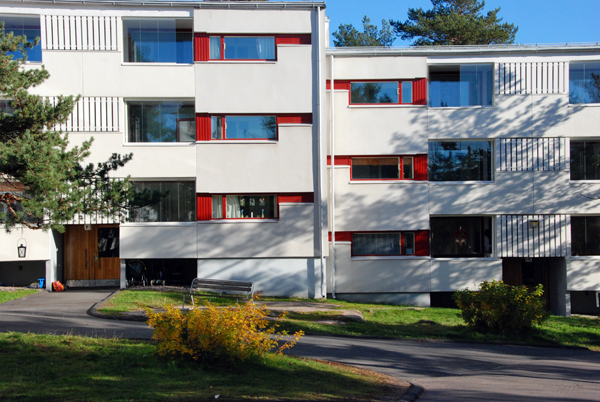
Bâtiments rue Maasälväntie. Architectes Esko Korhonen et Sulo Savolainen.
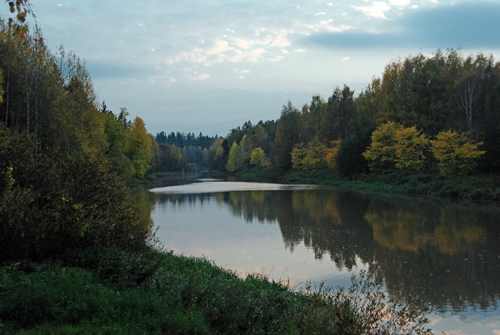
La rivière Vantajoki.
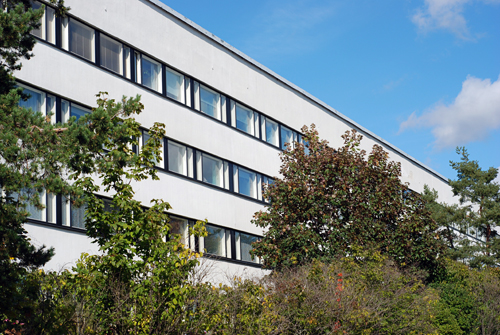
Fenêtres typiques du Style fonctionnaliste des années 1960.
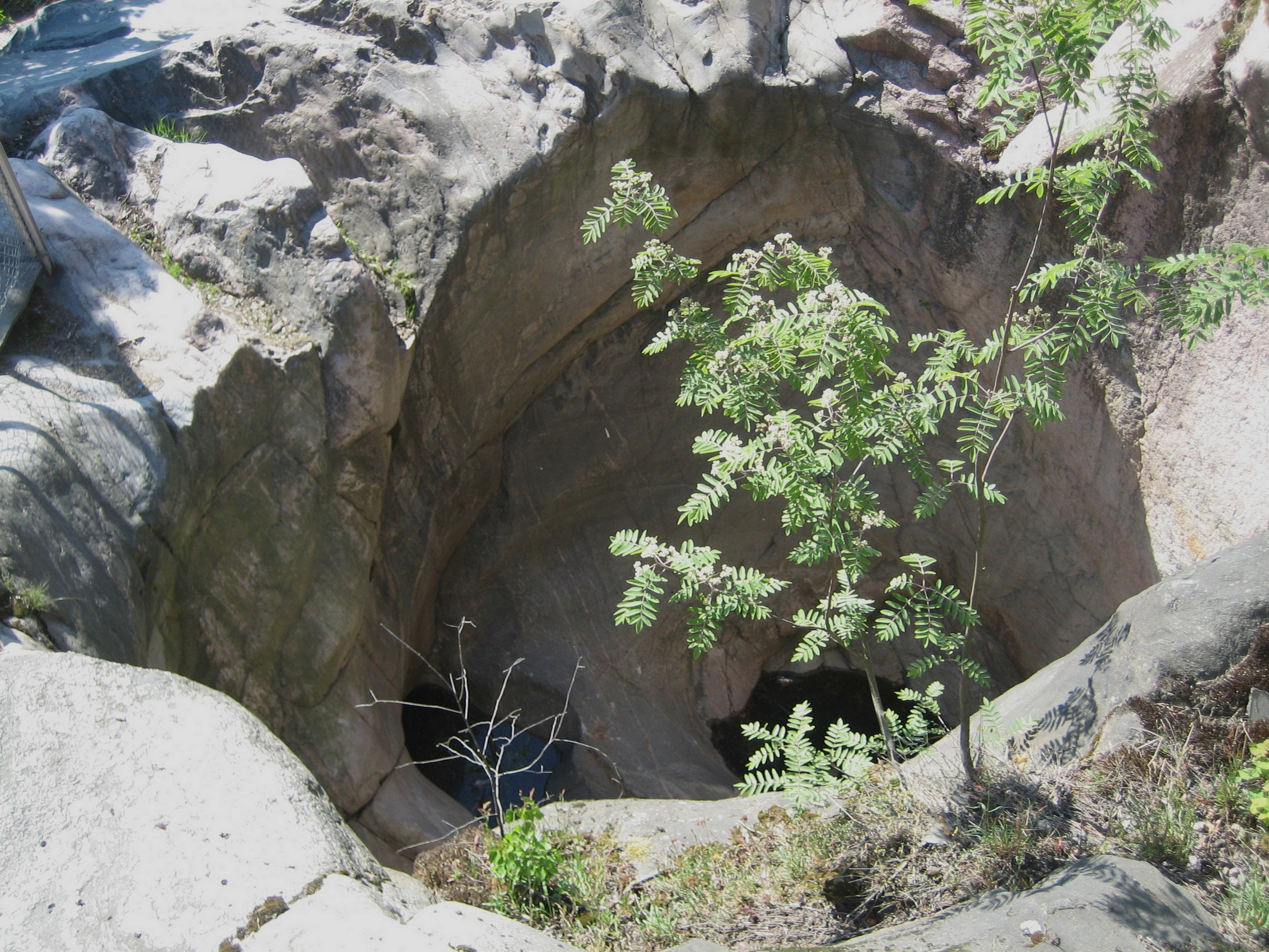
Marmite du diable dans la zone résidentielle de Pihlajamäki